# Simona Schreibmeierová
Simona Schreibmeierová (* 10. März 2005 in Pilsen, Tschechien) ist eine tschechische Handballspielerin, die für die tschechische Nationalmannschaft aufläuft.

## Karriere

### Im Verein
Schreibmeierová wurde in Pilsen geboren, wuchs jedoch in Třeboň auf, wo sie anfangs im Jugendbereich des ortsansässigen Vereins TJ Jiskra Třeboň spielte. In der Spielzeit 2021/22 sammelte sie zusätzlich Spielanteile in der Frauenmannschaft des tschechischen Vereins HBC Strakonice 1921. Eine Saison später spielte die Rückraumspielerin sowohl im Jugendbereich von TJ Jiskra Třeboň als auch in der Erstligamannschaft des DHC Pilsen. Nachdem Schreibmeierová in der Saison 2023/24 nur noch für DHC Pilsen aufgelaufen war, wechselte sie im Sommer 2024  zum Ligakonkurrenten DHC Slavia Prag.

### In Auswahlmannschaften
Schreibmeierová spielte anfangs für die tschechische Jugend- und Juniorinnennationalmannschaft, mit denen sie an der U-17-Europameisterschaft 2021, an der U-18-Weltmeisterschaft 2022, an der U-19-Europameisterschaft 2023 und an der U-20-Weltmeisterschaft 2024 teilnahm. Mit der tschechischen A-Nationalmannschaft nahm sie an der Europameisterschaft 2024 teil, bei der sie ohne Torerfolg blieb.